# Devolski distrikt
Devollski distrikt (albanski: Rrethi i Devollit) je jedan od 36 distrikata u Albaniji, dio Korčanskog okruga. Po procjeni iz 2004. ima oko 35.000 stanovnika, a pokriva područje od 429 km². 
Nalazi se na istoku države, a sjedište mu je grad Bilisht. Distrikt se sastoji od sljedećih općina:
- Bilisht
- Hoçisht
- Miras
- Progër
- Qendër Bilisht